# Delissea fallax
Delissea fallax är en klockväxtart som beskrevs av Wilhelm B. Hillebrand. Delissea fallax ingår i släktet Delissea, och familjen klockväxter. Inga underarter finns listade i Catalogue of Life.